# Laak
Laak (Bayan ng Laak) är en kommun i Filippinerna. Kommunen tillhör Composteladalen och ligger på ön Mindanao. Folkmängden uppgår till 59 450 invånare.

## Barangayer
Laak är indelat i 40 barangayer.
| - Aguinaldo - Banbanon - Binasbas - Cebulida - Il Papa - Kaligutan - Kapatagan - Kidawa - Kilagding - Kiokmay - Langtud - Longanapan - Naga - Laac (Pob.) | - San Antonio - Amor Cruz - Ampawid - Andap - Anitap - Bagong Silang - Belmonte - Bullucan - Concepcion - Datu Ampunan - Datu Davao - Doña Josefa - El Katipunan | - Imelda - Inacayan - Mabuhay - Macopa - Malinao - Mangloy - Melale - New Bethlehem - Panamoren - Sabud - Santa Emilia - Santo Niño - Sisimon |